# トヨタ・スタウト
スタウト（Stout）は、トヨタ自動車（1982年6月30日以前はトヨタ自動車工業名義）が生産していたボンネット型トラック。かつては「トヨペット・スタウト」という車名であった。
ここでは、スタウト以前に登場した小型ボンネット型トラックについても扱う。これらは、スタウトのルーツと言うべき車種であるが、個別記事にする情報量としては非常に少ないため、「前史」という項目に集約した。

## 前史

### トヨペット・トラック SB型 (1947年-1952年)
トヨタ初の小型商用車。1945年12月に開発が着手され、1947年4月に発表された。1952年2月までに1万2,796台が生産された。積載量1tの小型トラックで、1,000ccのS型エンジンが搭載された。また、SB型と共通のシャシーに乗用車のボディを載せたセダン（SD型・SE型）も製造された。

### トヨペット・トラック SG/SK/RK型 (1952年-1956年)

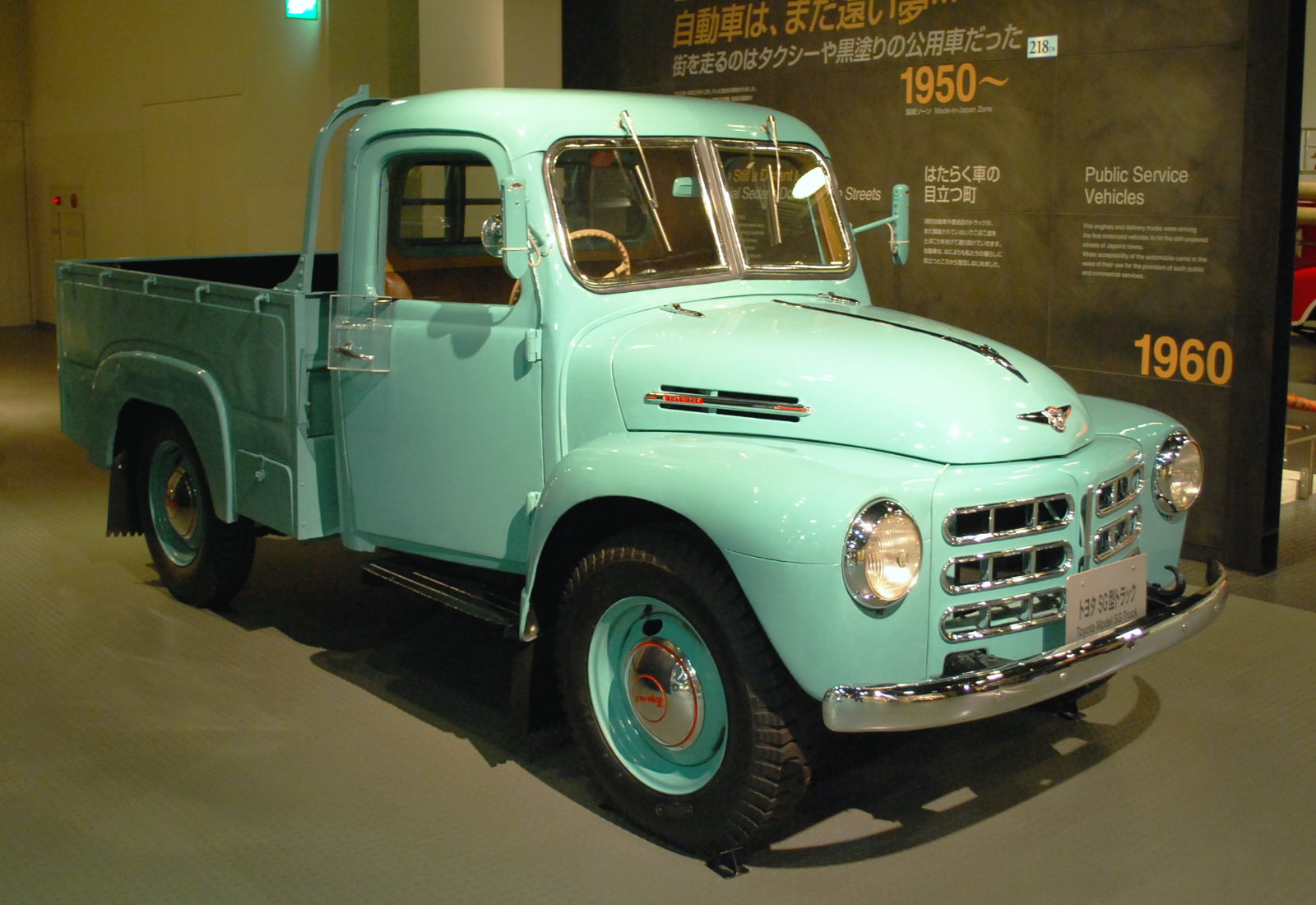
SG型トラック

1951年10月に乗用車のSF型がリリースされ、遅れて1952年2月にトラックがモデルチェンジされた（SG型）。ヘッドライトがフェンダーにはめ込まれたデザインへと改良された。SG型は1953年10月までに7,749台が製造された。
1953年8月にはマイナーチェンジされ、SK型となった。また、10月には1.25t積みのRK型を追加。RK型にはトヨペット・スーパーと共通のR型1,500ccエンジンが採用された。以後はRK型が主力となり、SK型は1954年7月まで製造されたのち、シャシーはトヨペット・ライトトラックSKB型（後のトヨエース）に引き継がれることとなった。
1955年3月のマイナーチェンジで、RK型は1.5t積みとなり、フロントグリルが一開口のデザインとなった。

## 歴史

### 初代 (RK23/RK30/RK35型、1956年-1960年)

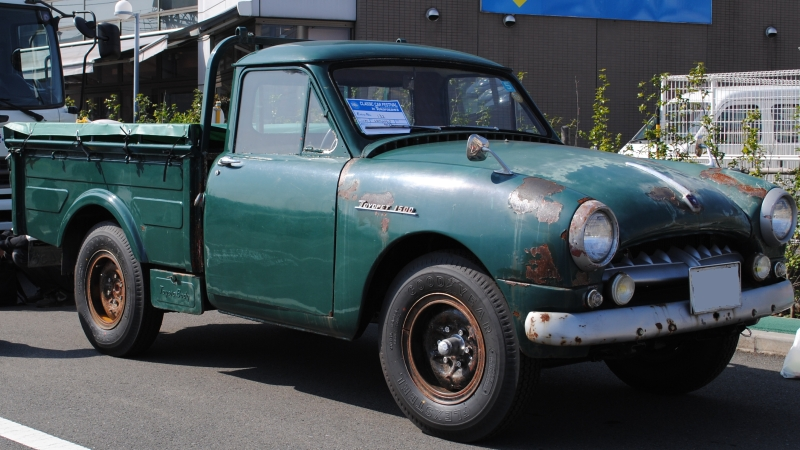
RK23型トラック

1956年4月登場（RK23型）。キャビンはマスターのものを流用しており、独立したフェンダーを持たない近代的なスタイルとなった。これは予想外の短命に終わったマスターの生産設備の償却を早める目的があり、このRK型のほか、初代マスターライン（RR10系）や初代コロナ（ST10系）にも流用されている。マスターラインピックアップ（750kg積）のヘビーデューティー版という位置づけであり、積載量が異なるほか、マスターラインが荷台まで一体のボディを持つのに対し、RK型は独立した荷台を持つ。
1958年4月、コラムシフトの採用により3人乗りとなる（RK30型）。7月には1.75t積のRK35型となった。
1959年6月、愛称を「スタウト」へ変更。顧客や販売店から、ボンネット型のトヨペット・トラックと、セミキャブオーバー型のトヨペット・ルートトラックの車名が似ていて紛らわしいとの声が多かったことから、トヨタ自動車工業（自工）、トヨタ自動車販売（自販）、トヨペット・トラック販売店の社員による愛称募集が行われ、ボンネットトラックは強い、頑丈な、勇敢ななどの意味の英語から「スタウト」、セミキャブオーバー型は、力強い、動的な、などの意味を持つダイナミックから「ダイナ」と名付けられた。双方ともにモデル途中での改名である。
ダイナのルーツであるルートトラックは、RK52型、RK60系共に、RK型トラックをセミキャブオーバーに仕立て直したもので、パワートレインやシャーシを共有する姉妹関係となる。

### 2代目 (RK45 - RK101型、1960年-1979年)

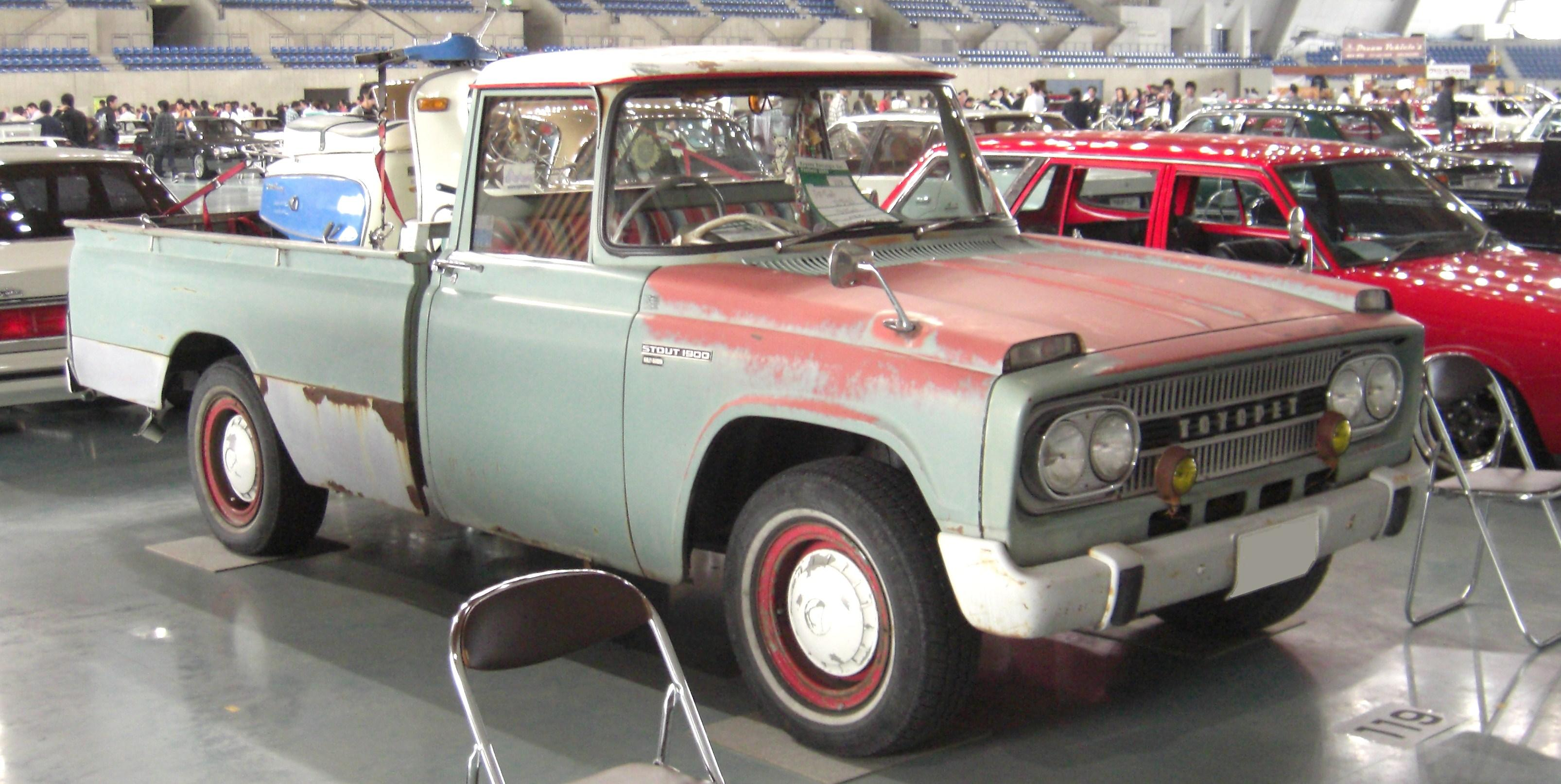
スタウト1900（RK100型）

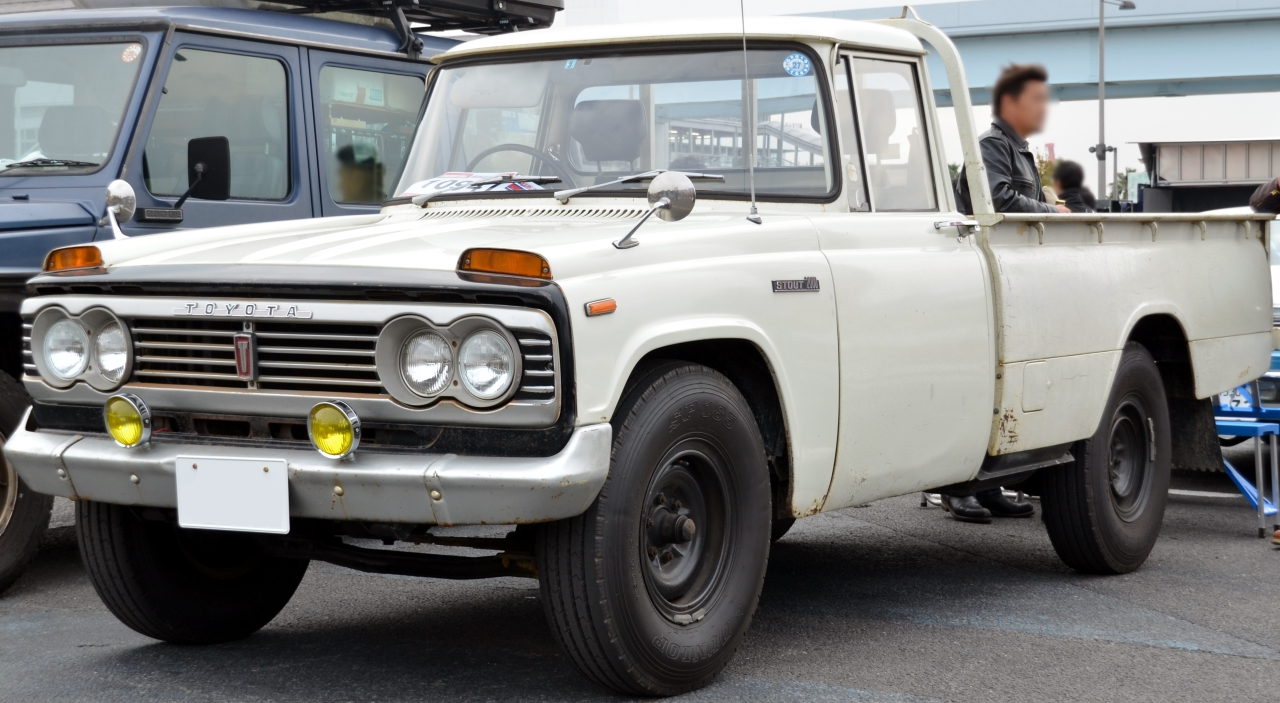
スタウト2000（RK101型）

1960年モデルチェンジ、45系となる。先代とは一転して、スクウェアなフロントマスク、端部を跳ね上げたフロントバンパー、ラップアラウンドタイプのフロントウインドシールド、フロントフェンダー上のマーカーランプなど、アメリカ車のテイストを取り入れたスタイルへと変貌を遂げた。
車体寸法はやや拡大し、全長4,690（4,685）mm 、全幅1,690 mm、全高1,750（1,770）mm（括弧内はバン）と、高さ以外は小型車枠一杯となった。
はしご型フレームと、前後リーフリジッドサスペンションの構成は受け継がれているが、スプリングレートは幾分下げられており、乗り心地の向上が図られている。
バリエーションは、シングルキャブ（RK45・1.75 t積）、ダブルキャブ（RK45P 1.0 t積）、ライトバン（RK45V 1.0 t積）の3種となった。中でもライトバンのドアは、1957年（昭和32年）登場のプリンス・マイラーをベースとしたプリンス・ライトバンに続き、右が1枚、左が2枚の3ドアで、このドア配置は、同じような成り立ちの6代目シボレー・サバーバンにも波及した。
1962年（昭和37年）2月（トヨタ自動車75年史の本文では1961年、年表では1962年2月となっている）、南アフリカ共和国のトヨペット・コマーシャルス社との間で代理店契約を締結、同年6月より現地のモーターアッセンブリー社でRK45型のコンプリートノックダウン生産を開始。
1963年（昭和38年）、1,900 ccの3R型エンジンを搭載したRK100型を追加、ヘッドランプも4灯式に変更する。又、数世代にわたって小型トラックのベストセラーとして君臨していたダットサン・トラックの牙城を切り崩すため、オーナードライバー向け1 t積みトラックの「トヨペット・ライトスタウト」が派生車として誕生している。
1967年（昭和42年）、マイナーチェンジでエンジンを2,000 ccの5R型へ統一、型式はRK101となる。あわせて車名を「トヨタ・スタウト」へ改称。外観では、フロントグリルとヘッドランプベゼルの意匠を変更し、三角窓を採用した。
1968年（昭和43年）、日野自動車とのジョイントベンチャーであるブリスカがハイラックスにモデルチェンジし、ライトスタウトも後に統合される。
※スタウト2000はドラマ『北の国から』で黒板家の自家用に使われている。

### 3代目 (RK110型、1979年-1986年)

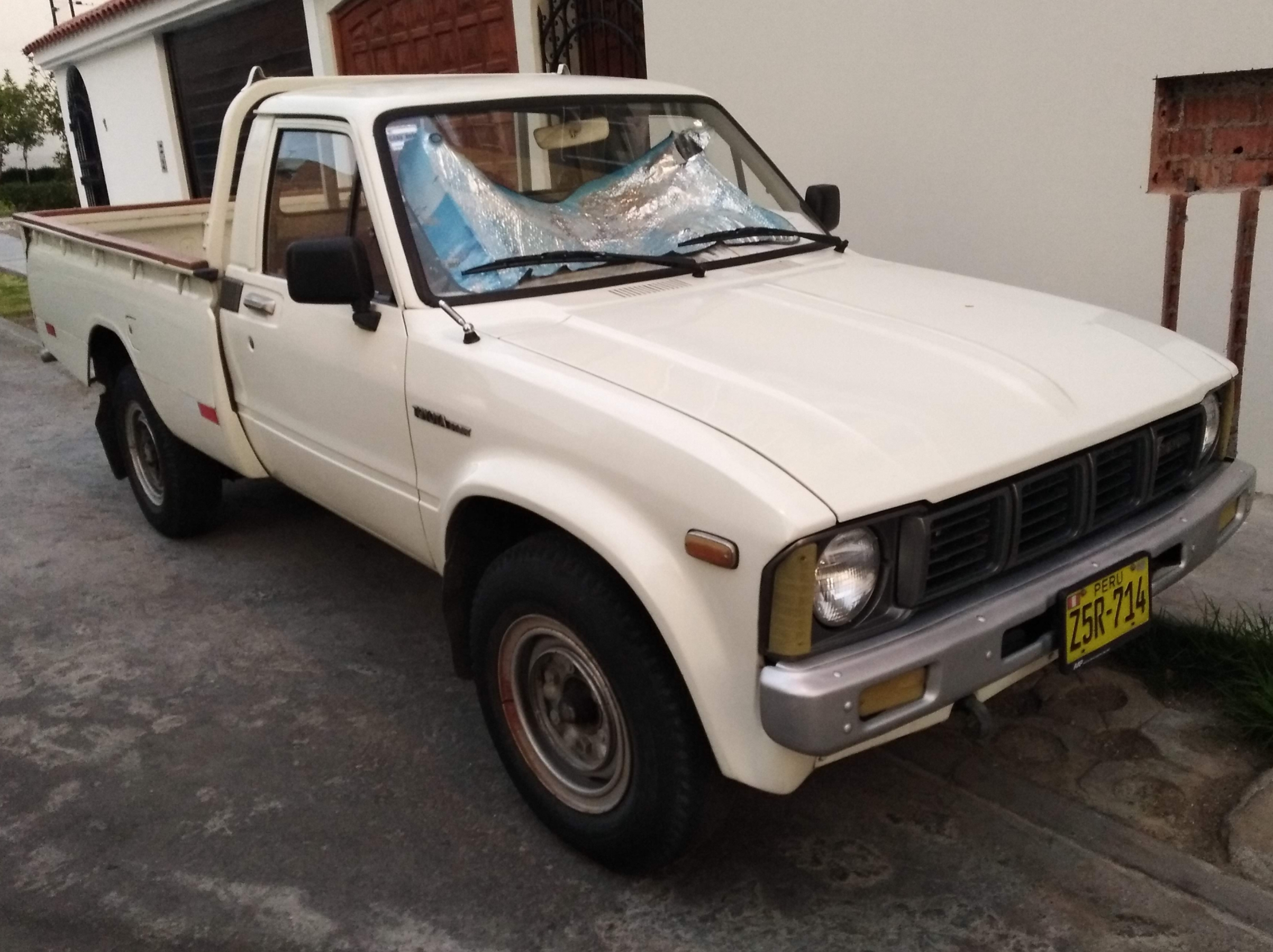
トヨタ・スタウト

1979年登場。キャビンはハイラックスN30 / N40系用にオーバーフェンダーを追加し、流用。海外向けには2.2Lの20R型エンジンの設定もあったが、国内は5R型を無鉛ガソリン専用に改良し、引き継いだ。
以前から国内の1.5 t 積以上のトラック需要は、ほとんどがキャブオーバー型へと移行しており、110系スタウトのほとんどが海外へ向けて輸出された。また、それを端的に裏付けるかのように、二度のオイルショックを経験したこの時期においてもディーゼルエンジンは設定されていない。
ダイナが「U」へ記号を変えた後もスタウトは「K」を守り通し、また、その誕生から終焉までをR系エンジンと共にしている。